# Trophée Européenne Pentatlon 1989
De  Trophée Européenne Pentatlon 1989 was de elfde editie van het Europees kampioenschap vijfkamp voor landenteams, beter bekend onder de afkorting TEP. Team België veroverde voor de vijfde keer de titel. Griekenland nam deze editie voor het eerst deel , maar wist slechts 2 van de 15 gespeelde partijen te winnen. Wederom werd gespeeld in twee poules van 4 teams. Plaats van handeling was de gemeentelijke sporthal: “Nykøbing F Hallen”.

## Wijzigingen ten opzichte van 1984
Op wens van de Deense organisatie werden alle disciplines gespeeld volgens het “Best-of-three” setsysteem, hetgeen bij de spelers in slechte aarde viel. Door dit systeem te hanteren,  vielen ook de algemene gemiddelden beduidend lager uit dan gebruikelijk. Om de plaatsen 5 t/m 8 werd dit keer niet gestreden. Alle sets werden gespeeld zonder gelijkmakende beurt, tenzij een set in de eerste beurt werd beëindigd. Setlengten:
- Libre: 100
- AK 71/2 en 47/1: 60
- Bandstoten: 50
- Driebanden: 15

## Poule indeling

### Poule A
| Spelsoort  | West-Duitsland     | België           | Frankrijk       | Griekenland        |
| ---------- | ------------------ | ---------------- | --------------- | ------------------ |
| Libre      | Volker Baten       | Peter Bracke     | Georges Bourezg | Dionisis Tsokantas |
| 71/2       | Wolfgang Zenkner   | Frédéric Caudron | Brahim Djoubri  | Krikellas          |
| 47/1       | Fabian Blondeel    | Philippe Deraes  | Louis Edelin    | Nikos Tremoulis    |
| Bandstoten | Thomas Wildförster | Ludo Dielis      | Egidio Vierat   | George Sakkas      |
| Driebanden | Dieter Müller      | Paul Stroobants  | Richard Bitalis | Lambrou            |
|            |                    |                  |                 |                    |

### Poule B
| Spelsoort  | Nederland            | Oostenrijk      | Spain         | Denemarken         |
| ---------- | -------------------- | --------------- | ------------- | ------------------ |
| Libre      | Ad Koorevaar         | Michael Hikl    | Rafael Garcia | Jesper Larsen      |
| 71/2       | John van der Stappen | Stephan Horvath | Carlos Tuset  | Thomas Larsen      |
| 47/1       | Jos Bongers          | Kurt Mastny     | Juan Albert   | Daniel Nielsen     |
| Bandstoten | Dick Jaspers         | Christoph Pilss | Pedro Arnau   | Karsten Lieberkind |
| Driebanden | Arie Weijenburg      | Franz Stenzel   | José Carrillo | Danny Korte        |
|            |                      |                 |               |                    |

## Uitslagen

### Poule A
| West-Duitsland - Griekenland 2-0 (6-4) | West-Duitsland - Griekenland 2-0 (6-4) | West-Duitsland - Griekenland 2-0 (6-4) | West-Duitsland - Griekenland 2-0 (6-4) | West-Duitsland - Griekenland 2-0 (6-4) | West-Duitsland - Griekenland 2-0 (6-4) | West-Duitsland - Griekenland 2-0 (6-4) |
|                                        | SPELER                                 | PP                                     | SET 1                                  | SET 2                                  | SET 3                                  | SP                                     |
| -------------------------------------- | -------------------------------------- | -------------------------------------- | -------------------------------------- | -------------------------------------- | -------------------------------------- | -------------------------------------- |
| Libre                                  | Volker Baten                           | 2                                      | 100                                    | 100                                    |                                        | 2                                      |
| Libre                                  | Dionisis Tsokantas                     | 0                                      |                                        |                                        |                                        | 0                                      |
|                                        |                                        |                                        |                                        |                                        |                                        |                                        |
| Ankerkader 71/2                        | Wolfgang Zenkner                       | 2                                      |                                        |                                        | 60                                     | 2                                      |
| Ankerkader 71/2                        | Krikellas                              | 0                                      |                                        |                                        |                                        | 1                                      |
|                                        |                                        |                                        |                                        |                                        |                                        |                                        |
| Ankerkader 47/1                        | Fabian Blondeel                        | 0                                      |                                        |                                        |                                        | 0                                      |
| Ankerkader 47/1                        | Nikos Tremoulis                        | 2                                      | 60                                     | 60                                     |                                        | 2                                      |
|                                        |                                        |                                        |                                        |                                        |                                        |                                        |
| Bandstoten                             | Thomas Wildförster                     | 0                                      |                                        |                                        |                                        | 0                                      |
| Bandstoten                             | George Sakkas                          | 2                                      | 50                                     | 50                                     |                                        | 2                                      |
|                                        |                                        |                                        |                                        |                                        |                                        |                                        |
| Driebanden                             | Dieter Müller                          | 2                                      | 15                                     | 15                                     |                                        | 2                                      |
| Driebanden                             | Lambrou                                | 0                                      |                                        |                                        |                                        | 0                                      |
|                                        |                                        |                                        |                                        |                                        |                                        |                                        |

| België - Frankrijk 2-0 (8-2) | België - Frankrijk 2-0 (8-2) | België - Frankrijk 2-0 (8-2) | België - Frankrijk 2-0 (8-2) | België - Frankrijk 2-0 (8-2) | België - Frankrijk 2-0 (8-2) | België - Frankrijk 2-0 (8-2) |
|                              | SPELER                       | PP                           | SET 1                        | SET 2                        | SET 3                        | SP                           |
| ---------------------------- | ---------------------------- | ---------------------------- | ---------------------------- | ---------------------------- | ---------------------------- | ---------------------------- |
| Libre                        | Peter Bracke                 | 2                            |                              |                              | 100                          | 2                            |
| Libre                        | Georges Bourezg              | 0                            |                              |                              |                              | 1                            |
|                              |                              |                              |                              |                              |                              |                              |
| Ankerkader 71/2              | Frédéric Caudron             | 2                            | 60                           | 60                           |                              | 2                            |
| Ankerkader 71/2              | Brahim Djoubri               | 0                            |                              |                              |                              | 0                            |
|                              |                              |                              |                              |                              |                              |                              |
| Ankerkader 47/1              | Philippe Deraes              | 0                            |                              |                              |                              | 1                            |
| Ankerkader 47/1              | Louis Edelin                 | 2                            |                              |                              | 60                           | 2                            |
|                              |                              |                              |                              |                              |                              |                              |
| Bandstoten                   | Ludo Dielis                  | 2                            |                              |                              | 50                           | 2                            |
| Bandstoten                   | Egidio Vierat                | 0                            |                              |                              |                              | 1                            |
|                              |                              |                              |                              |                              |                              |                              |
| Driebanden                   | Paul Stroobants              | 2                            |                              |                              | 15                           | 2                            |
| Driebanden                   | Richard Bitalis              | 0                            |                              |                              |                              | 1                            |
|                              |                              |                              |                              |                              |                              |                              |

| West-Duitsland - Frankrijk 2-0 (8-2) | West-Duitsland - Frankrijk 2-0 (8-2) | West-Duitsland - Frankrijk 2-0 (8-2) | West-Duitsland - Frankrijk 2-0 (8-2) | West-Duitsland - Frankrijk 2-0 (8-2) | West-Duitsland - Frankrijk 2-0 (8-2) | West-Duitsland - Frankrijk 2-0 (8-2) |
|                                      | SPELER                               | PP                                   | SET 1                                | SET 2                                | SET 3                                | SP                                   |
| ------------------------------------ | ------------------------------------ | ------------------------------------ | ------------------------------------ | ------------------------------------ | ------------------------------------ | ------------------------------------ |
| Libre                                | Volker Baten                         | 0                                    |                                      |                                      |                                      | 1                                    |
| Libre                                | Georges Bourezg                      | 2                                    |                                      |                                      | 100                                  | 2                                    |
|                                      |                                      |                                      |                                      |                                      |                                      |                                      |
| Ankerkader 71/2                      | Wolfgang Zenkner                     | 2                                    |                                      |                                      | 60                                   | 2                                    |
| Ankerkader 71/2                      | Brahim Djoubri                       | 0                                    |                                      |                                      |                                      | 1                                    |
|                                      |                                      |                                      |                                      |                                      |                                      |                                      |
| Ankerkader 47/1                      | Fabian Blondeel                      | 2                                    |                                      |                                      | 60                                   | 2                                    |
| Ankerkader 47/1                      | Louis Edelin                         | 0                                    |                                      |                                      |                                      | 1                                    |
|                                      |                                      |                                      |                                      |                                      |                                      |                                      |
| Bandstoten                           | Thomas Wildförster                   | 2                                    |                                      |                                      | 50                                   | 2                                    |
| Bandstoten                           | Egidio Vierat                        | 0                                    |                                      |                                      |                                      | 1                                    |
|                                      |                                      |                                      |                                      |                                      |                                      |                                      |
| Driebanden                           | Dieter Müller                        | 2                                    | 15                                   | 15                                   |                                      | 2                                    |
| Driebanden                           | Richard Bitalis                      | 0                                    |                                      |                                      |                                      | 0                                    |
|                                      |                                      |                                      |                                      |                                      |                                      |                                      |

| België - Griekenland 2-0 (10-0) | België - Griekenland 2-0 (10-0) | België - Griekenland 2-0 (10-0) | België - Griekenland 2-0 (10-0) | België - Griekenland 2-0 (10-0) | België - Griekenland 2-0 (10-0) | België - Griekenland 2-0 (10-0) |
|                                 | SPELER                          | PP                              | SET 1                           | SET 2                           | SET 3                           | SP                              |
| ------------------------------- | ------------------------------- | ------------------------------- | ------------------------------- | ------------------------------- | ------------------------------- | ------------------------------- |
| Libre                           | Peter Bracke                    | 2                               | 100                             | 100                             |                                 | 2                               |
| Libre                           | Dionisis Tsokantas              | 0                               |                                 |                                 |                                 | 0                               |
|                                 |                                 |                                 |                                 |                                 |                                 |                                 |
| Ankerkader 71/2                 | Frédéric Caudron                | 2                               | 60                              | 60                              |                                 | 2                               |
| Ankerkader 71/2                 | Krikellas                       | 0                               |                                 |                                 |                                 | 0                               |
|                                 |                                 |                                 |                                 |                                 |                                 |                                 |
| Ankerkader 47/1                 | Philippe Deraes                 | 2                               | 60                              | 60                              |                                 | 2                               |
| Ankerkader 47/1                 | Nikos Tremoulis                 | 0                               |                                 |                                 |                                 | 0                               |
|                                 |                                 |                                 |                                 |                                 |                                 |                                 |
| Bandstoten                      | Ludo Dielis                     | 2                               |                                 |                                 | 50                              | 2                               |
| Bandstoten                      | George Sakkas                   | 0                               |                                 |                                 |                                 | 1                               |
|                                 |                                 |                                 |                                 |                                 |                                 |                                 |
| Driebanden                      | Paul Stroobants                 | 2                               | 15                              | 15                              |                                 | 2                               |
| Driebanden                      | Lambrou                         | 0                               |                                 |                                 |                                 | 0                               |
|                                 |                                 |                                 |                                 |                                 |                                 |                                 |

| Frankrijk - Griekenland 2-0 (10-0) | Frankrijk - Griekenland 2-0 (10-0) | Frankrijk - Griekenland 2-0 (10-0) | Frankrijk - Griekenland 2-0 (10-0) | Frankrijk - Griekenland 2-0 (10-0) | Frankrijk - Griekenland 2-0 (10-0) | Frankrijk - Griekenland 2-0 (10-0) |
|                                    | SPELER                             | PP                                 | SET 1                              | SET 2                              | SET 3                              | SP                                 |
| ---------------------------------- | ---------------------------------- | ---------------------------------- | ---------------------------------- | ---------------------------------- | ---------------------------------- | ---------------------------------- |
| Libre                              | Georges Bourezg                    | 2                                  | 100                                | 100                                |                                    | 2                                  |
| Libre                              | Dionisis Tsokantas                 | 0                                  |                                    |                                    |                                    | 0                                  |
|                                    |                                    |                                    |                                    |                                    |                                    |                                    |
| Ankerkader 71/2                    | Brahim Djoubri                     | 2                                  | 60                                 | 60                                 |                                    | 2                                  |
| Ankerkader 71/2                    | Krikellas                          | 0                                  |                                    |                                    |                                    | 0                                  |
|                                    |                                    |                                    |                                    |                                    |                                    |                                    |
| Ankerkader 47/1                    | Louis Edelin                       | 2                                  | 60                                 | 60                                 |                                    | 2                                  |
| Ankerkader 47/1                    | Nikos Tremoulis                    | 0                                  |                                    |                                    |                                    | 0                                  |
|                                    |                                    |                                    |                                    |                                    |                                    |                                    |
| Bandstoten                         | Egidio Vierat                      | 2                                  | 50                                 | 50                                 |                                    | 2                                  |
| Bandstoten                         | George Sakkas                      | 0                                  |                                    |                                    |                                    | 0                                  |
|                                    |                                    |                                    |                                    |                                    |                                    |                                    |
| Driebanden                         | Richard Bitalis                    | 2                                  |                                    |                                    | 15                                 | 2                                  |
| Driebanden                         | Lambrou                            | 0                                  |                                    |                                    |                                    | 1                                  |
|                                    |                                    |                                    |                                    |                                    |                                    |                                    |

| België - West-Duitsland 2-0 (8-2) | België - West-Duitsland 2-0 (8-2) | België - West-Duitsland 2-0 (8-2) | België - West-Duitsland 2-0 (8-2) | België - West-Duitsland 2-0 (8-2) | België - West-Duitsland 2-0 (8-2) | België - West-Duitsland 2-0 (8-2) |
|                                   | SPELER                            | PP                                | SET 1                             | SET 2                             | SET 3                             | SP                                |
| --------------------------------- | --------------------------------- | --------------------------------- | --------------------------------- | --------------------------------- | --------------------------------- | --------------------------------- |
| Libre                             | Peter Bracke                      | 2                                 |                                   |                                   | 100                               | 2                                 |
| Libre                             | Volker Baten                      | 0                                 |                                   |                                   |                                   | 1                                 |
|                                   |                                   |                                   |                                   |                                   |                                   |                                   |
| Ankerkader 71/2                   | Frédéric Caudron                  | 0                                 |                                   |                                   |                                   | 1                                 |
| Ankerkader 71/2                   | Wolfgang Zenkner                  | 2                                 |                                   |                                   | 60                                | 2                                 |
|                                   |                                   |                                   |                                   |                                   |                                   |                                   |
| Ankerkader 47/1                   | Philippe Deraes                   | 2                                 | 60                                | 60                                |                                   | 2                                 |
| Ankerkader 47/1                   | Fabian Blondeel                   | 0                                 |                                   |                                   |                                   | 0                                 |
|                                   |                                   |                                   |                                   |                                   |                                   |                                   |
| Bandstoten                        | Ludo Dielis                       | 2                                 | 50                                | 50                                |                                   | 2                                 |
| Bandstoten                        | Thomas Wildförster                | 0                                 |                                   |                                   |                                   | 0                                 |
|                                   |                                   |                                   |                                   |                                   |                                   |                                   |
| Driebanden                        | Paul Stroobants                   | 2                                 | 15                                | 15                                |                                   | 2                                 |
| Driebanden                        | Dieter Müller                     | 0                                 |                                   |                                   |                                   | 0                                 |
|                                   |                                   |                                   |                                   |                                   |                                   |                                   |

#### Eindstand poule A
| RANG | LAND           | GESP | WP | PP | SP    |
| ---- | -------------- | ---- | -- | -- | ----- |
| 1    | België         | 3    | 6  | 26 | 28-9  |
| 2    | West-Duitsland | 3    | 4  | 16 | 18-19 |
| 3    | Frankrijk      | 3    | 2  | 14 | 20-19 |
| 4    | Griekenland    | 3    | 0  | 4  | 7-26  |
|      |                |      |    |    |       |

### Poule B
| Nederland - Denemarken 2-0 (8-2) | Nederland - Denemarken 2-0 (8-2) | Nederland - Denemarken 2-0 (8-2) | Nederland - Denemarken 2-0 (8-2) | Nederland - Denemarken 2-0 (8-2) | Nederland - Denemarken 2-0 (8-2) | Nederland - Denemarken 2-0 (8-2) |
|                                  | SPELER                           | PP                               | SET 1                            | SET 2                            | SET 3                            | SP                               |
| -------------------------------- | -------------------------------- | -------------------------------- | -------------------------------- | -------------------------------- | -------------------------------- | -------------------------------- |
| Libre                            | Ad Koorevaar                     | 2                                | 100                              | 42                               | 100                              | 2                                |
| Libre                            | Jesper Larsen                    | 0                                | 0                                | 100                              | 0                                | 1                                |
|                                  |                                  |                                  |                                  |                                  |                                  |                                  |
| Ankerkader 71/2                  | John van der Stappen             | 2                                | 100                              | 100                              |                                  | 2                                |
| Ankerkader 71/2                  | Thomas Larsen                    | 0                                | 37                               | 56                               |                                  | 0                                |
|                                  |                                  |                                  |                                  |                                  |                                  |                                  |
| Ankerkader 47/1                  | Jos Bongers                      | 2                                | 38                               | 60                               | 60                               | 2                                |
| Ankerkader 47/1                  | Daniel Nielsen                   | 0                                | 60                               | 44                               | 0                                | 1                                |
|                                  |                                  |                                  |                                  |                                  |                                  |                                  |
| Bandstoten                       | Dick Jaspers                     | 0                                | 44                               | 17                               |                                  | 0                                |
| Bandstoten                       | Karsten Lieberkind               | 2                                | 50                               | 50                               |                                  | 2                                |
|                                  |                                  |                                  |                                  |                                  |                                  |                                  |
| Driebanden                       | Arie Weijenburg                  | 2                                | 15                               | 9                                | 15                               | 2                                |
| Driebanden                       | Danny Korte                      | 0                                | 9                                | 15                               | 9                                | 1                                |
|                                  |                                  |                                  |                                  |                                  |                                  |                                  |

| Spanje - Oostenrijk 2-0 (6-4) | Spanje - Oostenrijk 2-0 (6-4) | Spanje - Oostenrijk 2-0 (6-4) | Spanje - Oostenrijk 2-0 (6-4) | Spanje - Oostenrijk 2-0 (6-4) | Spanje - Oostenrijk 2-0 (6-4) | Spanje - Oostenrijk 2-0 (6-4) |
|                               | SPELER                        | PP                            | SET 1                         | SET 2                         | SET 3                         | SP                            |
| ----------------------------- | ----------------------------- | ----------------------------- | ----------------------------- | ----------------------------- | ----------------------------- | ----------------------------- |
| Libre                         | Rafael Garcia                 | 0                             |                               |                               |                               | 1                             |
| Libre                         | Michael Hikl                  | 2                             |                               |                               | 100                           | 2                             |
|                               |                               |                               |                               |                               |                               |                               |
| Ankerkader 71/2               | Carlos Tuset                  | 2                             | 60                            | 60                            |                               | 2                             |
| Ankerkader 71/2               | Stephan Horvath               | 0                             |                               |                               |                               | 0                             |
|                               |                               |                               |                               |                               |                               |                               |
| Ankerkader 47/1               | Juan Albert                   | 2                             |                               |                               | 60                            | 2                             |
| Ankerkader 47/1               | Kurt Mastny                   | 0                             |                               |                               |                               | 1                             |
|                               |                               |                               |                               |                               |                               |                               |
| Bandstoten                    | Pedro Arnau                   | 2                             |                               |                               | 50                            | 2                             |
| Bandstoten                    | Christoph Pilss               | 0                             |                               |                               |                               | 1                             |
|                               |                               |                               |                               |                               |                               |                               |
| Driebanden                    | José Carrillo                 | 0                             |                               |                               |                               | 1                             |
| Driebanden                    | Franz Stenzel                 | 2                             |                               |                               | 15                            | 2                             |
|                               |                               |                               |                               |                               |                               |                               |

| Oostenrijk - Denemarken 2-0 (8-2) | Oostenrijk - Denemarken 2-0 (8-2) | Oostenrijk - Denemarken 2-0 (8-2) | Oostenrijk - Denemarken 2-0 (8-2) | Oostenrijk - Denemarken 2-0 (8-2) | Oostenrijk - Denemarken 2-0 (8-2) | Oostenrijk - Denemarken 2-0 (8-2) |
|                                   | SPELER                            | PP                                | SET 1                             | SET 2                             | SET 3                             | SP                                |
| --------------------------------- | --------------------------------- | --------------------------------- | --------------------------------- | --------------------------------- | --------------------------------- | --------------------------------- |
| Libre                             | Michael Hikl                      | 2                                 |                                   |                                   | 100                               | 2                                 |
| Libre                             | Jesper Larsen                     | 0                                 |                                   |                                   |                                   | 1                                 |
|                                   |                                   |                                   |                                   |                                   |                                   |                                   |
| Ankerkader 71/2                   | Stephan Horvath                   | 2                                 | 60                                | 60                                |                                   | 2                                 |
| Ankerkader 71/2                   | Thomas Larsen                     | 0                                 |                                   |                                   |                                   | 0                                 |
|                                   |                                   |                                   |                                   |                                   |                                   |                                   |
| Ankerkader 47/1                   | Kurt Mastny                       | 2                                 |                                   |                                   | 60                                | 2                                 |
| Ankerkader 47/1                   | Daniel Nielsen                    | 0                                 |                                   |                                   |                                   | 1                                 |
|                                   |                                   |                                   |                                   |                                   |                                   |                                   |
| Bandstoten                        | Christoph Pilss                   | 2                                 |                                   |                                   | 50                                | 2                                 |
| Bandstoten                        | Karsten Lieberkind                | 0                                 |                                   |                                   |                                   | 1                                 |
|                                   |                                   |                                   |                                   |                                   |                                   |                                   |
| Driebanden                        | Franz Stenzel                     | 0                                 |                                   |                                   |                                   | 1                                 |
| Driebanden                        | Danny Korte                       | 2                                 |                                   |                                   | 15                                | 2                                 |
|                                   |                                   |                                   |                                   |                                   |                                   |                                   |

| Nederland - Spanje 2-0 (6-4) | Nederland - Spanje 2-0 (6-4) | Nederland - Spanje 2-0 (6-4) | Nederland - Spanje 2-0 (6-4) | Nederland - Spanje 2-0 (6-4) | Nederland - Spanje 2-0 (6-4) | Nederland - Spanje 2-0 (6-4) |
|                              | SPELER                       | PP                           | SET 1                        | SET 2                        | SET 3                        | SP                           |
| ---------------------------- | ---------------------------- | ---------------------------- | ---------------------------- | ---------------------------- | ---------------------------- | ---------------------------- |
| Libre                        | Ad Koorevaar                 | 2                            | 100                          | 100                          |                              | 2                            |
| Libre                        | Rafael Garcia                | 0                            | 1                            | 0                            |                              | 0                            |
|                              |                              |                              |                              |                              |                              |                              |
| Ankerkader 71/2              | John van der Stappen         | 0                            | 10                           | 56                           |                              | 0                            |
| Ankerkader 71/2              | Carlos Tuset                 | 2                            | 60                           | 60                           |                              | 2                            |
|                              |                              |                              |                              |                              |                              |                              |
| Ankerkader 47/1              | Jos Bongers                  | 2                            | 60                           | 60                           |                              | 2                            |
| Ankerkader 47/1              | Juan Albert                  | 0                            | 7                            | 0                            |                              | 0                            |
|                              |                              |                              |                              |                              |                              |                              |
| Bandstoten                   | Dick Jaspers                 | 0                            | 30                           | 50                           | 18                           | 1                            |
| Bandstoten                   | Pedro Arnau                  | 2                            | 50                           | 14                           | 50                           | 2                            |
|                              |                              |                              |                              |                              |                              |                              |
| Driebanden                   | Arie Weijenburg              | 2                            | 15                           | 12                           | 15                           | 2                            |
| Driebanden                   | José Carrillo                | 0                            | 11                           | 15                           | 5                            | 1                            |
|                              |                              |                              |                              |                              |                              |                              |

| Spanje - Denemarken 2-0 (8-2) | Spanje - Denemarken 2-0 (8-2) | Spanje - Denemarken 2-0 (8-2) | Spanje - Denemarken 2-0 (8-2) | Spanje - Denemarken 2-0 (8-2) | Spanje - Denemarken 2-0 (8-2) | Spanje - Denemarken 2-0 (8-2) |
|                               | SPELER                        | PP                            | SET 1                         | SET 2                         | SET 3                         | SP                            |
| ----------------------------- | ----------------------------- | ----------------------------- | ----------------------------- | ----------------------------- | ----------------------------- | ----------------------------- |
| Libre                         | Rafael Garcia                 | 2                             |                               |                               | 100                           | 2                             |
| Libre                         | Jesper Larsen                 | 0                             |                               |                               |                               | 1                             |
|                               |                               |                               |                               |                               |                               |                               |
| Ankerkader 71/2               | Carlos Tuset                  | 2                             | 60                            | 60                            |                               | 2                             |
| Ankerkader 71/2               | Thomas Larsen                 | 0                             |                               |                               |                               | 0                             |
|                               |                               |                               |                               |                               |                               |                               |
| Ankerkader 47/1               | Juan Albert                   | 2                             |                               |                               | 60                            | 2                             |
| Ankerkader 47/1               | Daniel Nielsen                | 0                             |                               |                               |                               | 1                             |
|                               |                               |                               |                               |                               |                               |                               |
| Bandstoten                    | Pedro Arnau                   | 0                             |                               |                               |                               | 0                             |
| Bandstoten                    | Karsten Lieberkind            | 2                             | 50                            | 50                            |                               | 2                             |
|                               |                               |                               |                               |                               |                               |                               |
| Driebanden                    | José Carrillo                 | 2                             |                               |                               | 15                            | 2                             |
| Driebanden                    | Danny Korte                   | 0                             |                               |                               |                               | 1                             |
|                               |                               |                               |                               |                               |                               |                               |

| Oostenrijk - Nederland 2-0 (8-2) | Oostenrijk - Nederland 2-0 (8-2) | Oostenrijk - Nederland 2-0 (8-2) | Oostenrijk - Nederland 2-0 (8-2) | Oostenrijk - Nederland 2-0 (8-2) | Oostenrijk - Nederland 2-0 (8-2) | Oostenrijk - Nederland 2-0 (8-2) |
|                                  | SPELER                           | PP                               | SET 1                            | SET 2                            | SET 3                            | SP                               |
| -------------------------------- | -------------------------------- | -------------------------------- | -------------------------------- | -------------------------------- | -------------------------------- | -------------------------------- |
| Libre                            | Michael Hikl                     | 2                                | 100                              | 22                               | 1                                | 1                                |
| Libre                            | Ad Koorevaar                     | 0                                | 54                               | 100                              | 100                              | 2                                |
|                                  |                                  |                                  |                                  |                                  |                                  |                                  |
| Ankerkader 71/2                  | Stephan Horvath                  | 2                                | 60                               | 28                               | 60                               | 2                                |
| Ankerkader 71/2                  | John van der Stappen             | 0                                | 54                               | 60                               | 53                               | 1                                |
|                                  |                                  |                                  |                                  |                                  |                                  |                                  |
| Ankerkader 47/1                  | Kurt Mastny                      | 2                                | 60                               | 6                                | 60                               | 2                                |
| Ankerkader 47/1                  | Jos Bongers                      | 0                                | 41                               | 60                               | 20                               | 1                                |
|                                  |                                  |                                  |                                  |                                  |                                  |                                  |
| Bandstoten                       | Christoph Pilss                  | 2                                | 1                                | 50                               | 50                               | 2                                |
| Bandstoten                       | Dick Jaspers                     | 0                                | 50                               | 41                               | 17                               | 1                                |
|                                  |                                  |                                  |                                  |                                  |                                  |                                  |
| Driebanden                       | Franz Stenzel                    | 2                                | 10                               | 15                               | 15                               | 2                                |
| Driebanden                       | Arie Weijenburg                  | 0                                | 15                               | 9                                | 3                                | 1                                |
|                                  |                                  |                                  |                                  |                                  |                                  |                                  |

#### Eindstand poule B
| RANG | LAND       | GESP | WP | PP | SP    |
| ---- | ---------- | ---- | -- | -- | ----- |
| 1    | Oostenrijk | 3    | 4  | 20 | 24-18 |
| 2    | Spanje     | 3    | 4  | 18 | 20-18 |
| 3    | Nederland  | 3    | 4  | 16 | 21-19 |
| 4    | Denemarken | 3    | 0  | 6  | 15-25 |
|      |            |      |    |    |       |

### Halve finales
| België - Spanje 2-0 (8-2) | België - Spanje 2-0 (8-2) | België - Spanje 2-0 (8-2) | België - Spanje 2-0 (8-2) | België - Spanje 2-0 (8-2) | België - Spanje 2-0 (8-2) | België - Spanje 2-0 (8-2) |
|                           | SPELER                    | PP                        | SET 1                     | SET 2                     | SET 3                     | SP                        |
| ------------------------- | ------------------------- | ------------------------- | ------------------------- | ------------------------- | ------------------------- | ------------------------- |
| Libre                     | Peter Bracke              | 2                         | 100                       | 100                       |                           | 2                         |
| Libre                     | Rafael Garcia             | 0                         |                           |                           |                           | 0                         |
|                           |                           |                           |                           |                           |                           |                           |
| Ankerkader 71/2           | Frédéric Caudron          | 2                         | 60                        | 60                        |                           | 2                         |
| Ankerkader 71/2           | Carlos Tuset              | 0                         |                           |                           |                           | 0                         |
|                           |                           |                           |                           |                           |                           |                           |
| Ankerkader 47/1           | Philippe Deraes           | 2                         |                           |                           | 60                        | 2                         |
| Ankerkader 47/1           | Juan Albert               | 0                         |                           |                           |                           | 1                         |
|                           |                           |                           |                           |                           |                           |                           |
| Bandstoten                | Ludo Dielis               | 0                         |                           |                           |                           | 1                         |
| Bandstoten                | Pedro Arnau               | 2                         |                           |                           | 50                        | 2                         |
|                           |                           |                           |                           |                           |                           |                           |
| Driebanden                | Paul Stroobants           | 2                         | 15                        | 15                        |                           | 2                         |
| Driebanden                | José Carrillo             | 0                         |                           |                           |                           | 0                         |
|                           |                           |                           |                           |                           |                           |                           |

| West-Duitsland - Oostenrijk 2-0 (10-0) | West-Duitsland - Oostenrijk 2-0 (10-0) | West-Duitsland - Oostenrijk 2-0 (10-0) | West-Duitsland - Oostenrijk 2-0 (10-0) | West-Duitsland - Oostenrijk 2-0 (10-0) | West-Duitsland - Oostenrijk 2-0 (10-0) | West-Duitsland - Oostenrijk 2-0 (10-0) |
|                                        | SPELER                                 | PP                                     | SET 1                                  | SET 2                                  | SET 3                                  | SP                                     |
| -------------------------------------- | -------------------------------------- | -------------------------------------- | -------------------------------------- | -------------------------------------- | -------------------------------------- | -------------------------------------- |
| Libre                                  | Volker Baten                           | 2                                      | 100                                    | 100                                    |                                        | 2                                      |
| Libre                                  | Michael Hikl                           | 0                                      |                                        |                                        |                                        | 0                                      |
|                                        |                                        |                                        |                                        |                                        |                                        |                                        |
| Ankerkader 71/2                        | Wolfgang Zenkner                       | 2                                      |                                        |                                        | 60                                     | 2                                      |
| Ankerkader 71/2                        | Stephan Horvath                        | 0                                      |                                        |                                        |                                        | 1                                      |
|                                        |                                        |                                        |                                        |                                        |                                        |                                        |
| Ankerkader 47/1                        | Fabian Blondeel                        | 2                                      | 60                                     | 60                                     |                                        | 2                                      |
| Ankerkader 47/1                        | Kurt Mastny                            | 0                                      |                                        |                                        |                                        | 0                                      |
|                                        |                                        |                                        |                                        |                                        |                                        |                                        |
| Bandstoten                             | Thomas Wildförster                     | 2                                      | 50                                     | 50                                     |                                        | 2                                      |
| Bandstoten                             | Christoph Pilss                        | 0                                      |                                        |                                        |                                        | 0                                      |
|                                        |                                        |                                        |                                        |                                        |                                        |                                        |
| Driebanden                             | Dieter Müller                          | 2                                      | 15                                     | 15                                     |                                        | 2                                      |
| Driebanden                             | Franz Stenzel                          | 0                                      |                                        |                                        |                                        | 0                                      |
|                                        |                                        |                                        |                                        |                                        |                                        |                                        |

### Finale
| Spanje - Oostenrijk 2-0 (6-4) | Spanje - Oostenrijk 2-0 (6-4) | Spanje - Oostenrijk 2-0 (6-4) | Spanje - Oostenrijk 2-0 (6-4) | Spanje - Oostenrijk 2-0 (6-4) | Spanje - Oostenrijk 2-0 (6-4) | Spanje - Oostenrijk 2-0 (6-4) |
| 3e / 4e Plaats                | SPELER                        | PP                            | SET 1                         | SET 2                         | SET 3                         | SP                            |
| ----------------------------- | ----------------------------- | ----------------------------- | ----------------------------- | ----------------------------- | ----------------------------- | ----------------------------- |
| Libre                         | Rafael Garcia                 | 0                             |                               |                               |                               | 0                             |
| Libre                         | Michael Hikl                  | 2                             | 100                           | 100                           |                               | 2                             |
|                               |                               |                               |                               |                               |                               |                               |
| Ankerkader 71/2               | Carlos Tuset                  | 2                             | 60                            | 60                            |                               | 2                             |
| Ankerkader 71/2               | Stephan Horvath               | 0                             |                               |                               |                               | 0                             |
|                               |                               |                               |                               |                               |                               |                               |
| Ankerkader 47/1               | Juan Albert                   | 0                             |                               |                               |                               | 1                             |
| Ankerkader 47/1               | Kurt Mastny                   | 2                             |                               |                               | 60                            | 2                             |
|                               |                               |                               |                               |                               |                               |                               |
| Bandstoten                    | Pedro Arnau                   | 2                             |                               |                               | 50                            | 2                             |
| Bandstoten                    | Christoph Pilss               | 0                             |                               |                               |                               | 1                             |
|                               |                               |                               |                               |                               |                               |                               |
| Driebanden                    | José Carrillo                 | 2                             | 15                            | 15                            |                               | 2                             |
| Driebanden                    | Franz Stenzel                 | 0                             |                               |                               |                               | 0                             |
|                               |                               |                               |                               |                               |                               |                               |

| België - West-Duitsland 2-0 (6-4) | België - West-Duitsland 2-0 (6-4) | België - West-Duitsland 2-0 (6-4) | België - West-Duitsland 2-0 (6-4) | België - West-Duitsland 2-0 (6-4) | België - West-Duitsland 2-0 (6-4) | België - West-Duitsland 2-0 (6-4) |
| F I N A L E                       | SPELER                            | PP                                | SET 1                             | SET 2                             | SET 3                             | SP                                |
| --------------------------------- | --------------------------------- | --------------------------------- | --------------------------------- | --------------------------------- | --------------------------------- | --------------------------------- |
| Libre                             | Peter Bracke                      | 0                                 |                                   |                                   |                                   | 0                                 |
| Libre                             | Volker Baten                      | 2                                 | 100                               | 100                               |                                   | 2                                 |
|                                   |                                   |                                   |                                   |                                   |                                   |                                   |
| Ankerkader 71/2                   | Frédéric Caudron                  | 2                                 |                                   |                                   | 60                                | 2                                 |
| Ankerkader 71/2                   | Wolfgang Zenkner                  | 0                                 |                                   |                                   |                                   | 1                                 |
|                                   |                                   |                                   |                                   |                                   |                                   |                                   |
| Ankerkader 47/1                   | Philippe Deraes                   | 2                                 | 60                                | 60                                |                                   | 2                                 |
| Ankerkader 47/1                   | Fabian Blondeel                   | 0                                 |                                   |                                   |                                   | 0                                 |
|                                   |                                   |                                   |                                   |                                   |                                   |                                   |
| Bandstoten                        | Ludo Dielis                       | 2                                 | 50                                | 50                                |                                   | 2                                 |
| Bandstoten                        | Thomas Wildförster                | 0                                 |                                   |                                   |                                   | 0                                 |
|                                   |                                   |                                   |                                   |                                   |                                   |                                   |
| Driebanden                        | Paul Stroobants                   | 0                                 |                                   |                                   |                                   | 0                                 |
| Driebanden                        | Dieter Müller                     | 2                                 | 15                                | 15                                |                                   | 2                                 |
|                                   |                                   |                                   |                                   |                                   |                                   |                                   |

## Eindstand
|   | België         | 5 | 10 | 40 | 43,17 |
|   | West-Duitsland | 5 | 6  | 30 | 33,26 |
|   | Spanje         | 5 | 6  | 26 | 20,32 |
| 4 | Oostenrijk     | 5 | 4  | 24 | 30,35 |
| 5 | Nederland      | 3 | 4  | 16 | 21,19 |
| 6 | Frankrijk      | 3 | 2  | 14 | 20,19 |
| 7 | Denemarken     | 3 | 0  | 6  | 15,25 |
| 8 | Griekenland    | 3 | 0  | 4  | 7,26  |
|   |                |   |    |    |       |

## Eindstanden individueel
| Rang    | Speler          | GESP    | WP v:t  | SetPnt v:t | CAR  | BRT | MOY   | SET MOY |
| ------- | --------------- | ------- | ------- | ---------- | ---- | --- | ----- | ------- |
| 1       | Michael Hikl    | 5       | 8:2     | 8:4        | 874  | 26  | 33,61 | 100,00  |
| 2       | Peter Bracke    | 5       | 8:2     | 8:4        | 847  | 26  | 32,57 | 100,00  |
| 3       | Volker Baten    | 5       | 6:4     | 8:4        | 860  | 20  | 43,00 | 100,00  |
| 4       | Ad Koorevaar    | 3       | 4:2     | 5:3        | 565  | 15  | 37,66 | 100,00  |
| 5       | Georges Bourezg | 3       | 4:2     | 5:3        | 525  | 16  | 32,81 | 100,00  |
| 6       | Rafael Garcia   | 5       | 2:8     | 2:9        | 311  | 21  | 14,80 | 50,00   |
| 7       | Jesper Larsen   | 3       | 0:6     | 3:6        | 483  | 24  | 20,12 | 100,00  |
| 8       | Dion Tsokantas  | 3       | 0:6     | 0:6        | 115  | 15  | 7,66  | -       |
| Totaal: | Totaal:         | Totaal: | Totaal: | Totaal:    | 4580 | 163 | 28,09 | 100,00  |
|         |                 |         |         |            |      |     |       |         |

| Rang    | Speler               | GESP    | WP v:t  | SetPnt v:t | CAR  | BRT | MOY   | SET MOY |
| ------- | -------------------- | ------- | ------- | ---------- | ---- | --- | ----- | ------- |
| 1       | Frédéric Caudron     | 5       | 8:2     | 9:3        | 676  | 28  | 24,14 | 60,00   |
| 2       | Carlos Tuset         | 5       | 8:2     | 8:2        | 534  | 34  | 15,70 | 20,00   |
| 3       | Wolfgang Zenkner     | 5       | 8:2     | 9:6        | 672  | 33  | 20,36 | 60,00   |
| 4       | Stephan Horvath      | 5       | 4:6     | 5:7        | 521  | 33  | 15,78 | 60,00   |
| 5       | John van der Stappen | 3       | 2:4     | 3:4        | 353  | 24  | 14,70 | 30,00   |
| 6       | Brahim Djoubri       | 3       | 2:4     | 3:4        | 287  | 20  | 14,35 | 20,00   |
| 7       | Krikellas            | 3       | 0:6     | 1:6        | 113  | 23  | 4,91  | 12,00   |
| 8       | Thomas Larsen        | 3       | 0:6     | 0:6        | 172  | 23  | 7,47  | -       |
| Totaal: | Totaal:              | Totaal: | Totaal: | Totaal:    | 3328 | 218 | 15,26 | 60,00   |
|         |                      |         |         |            |      |     |       |         |

| Rang    | Speler          | GESP    | WP v:t  | SetPnt v:t | CAR  | BRT | MOY   | SET MOY |
| ------- | --------------- | ------- | ------- | ---------- | ---- | --- | ----- | ------- |
| 1       | Philippe Deraes | 5       | 8:2     | 9:3        | 649  | 44  | 14,75 | 60,00   |
| 2       | Kurt Mastny     | 5       | 6:4     | 7:7        | 595  | 42  | 14,16 | 60,00   |
| 3       | Jos Bongers     | 3       | 4:2     | 5:3        | 399  | 24  | 16,62 | 60,00   |
| 4       | Louis Edelin    | 3       | 4:2     | 5:3        | 327  | 25  | 13,08 | 30,00   |
| 5       | Juan Albert     | 5       | 4:6     | 6:8        | 464  | 47  | 9,82  | 20,00   |
| 6       | Fabian Blondeel | 5       | 4:6     | 4:7        | 360  | 31  | 11,61 | 60,00   |
| 7       | Nikos Tremoulis | 3       | 2:4     | 2:4        | 236  | 25  | 9,44  | 30,00   |
| 8       | Daniel Nielsen  | 3       | 0:6     | 3:6        | 292  | 33  | 8,84  | 30,00   |
| Totaal: | Totaal:         | Totaal: | Totaal: | Totaal:    | 3322 | 271 | 12,25 | 60,00   |
|         |                 |         |         |            |      |     |       |         |

| Rang    | Speler             | GESP    | WP v:t  | SetPnt v:t | CAR  | BRT | MOY  | SET MOY |
| ------- | ------------------ | ------- | ------- | ---------- | ---- | --- | ---- | ------- |
| 1       | Ludo Dielis        | 5       | 8:2     | 9:4        | 552  | 77  | 7,16 | 16,66   |
| 2       | Pedro Arnau        | 5       | 8:2     | 8:6        | 558  | 99  | 5,63 | 16,66   |
| 3       | Karsten Lieberkind | 3       | 4:2     | 5:2        | 292  | 40  | 7,30 | 16,66   |
| 4       | Thomas Wildförster | 5       | 4:6     | 4:7        | 445  | 70  | 6,35 | 25,00   |
| 5       | Egidio Vierat      | 3       | 2:4     | 4:4        | 353  | 54  | 6,53 | 12,50   |
| 6       | George Sakkas      | 3       | 2:4     | 3:4        | 276  | 53  | 5,20 | 25,00   |
| 7       | Dick Jaspers       | 3       | 2:4     | 3:5        | 276  | 51  | 5,41 | 12,50   |
| 8       | Christoph Pilss    | 5       | 2:8     | 5:9        | 571  | 80  | 7,13 | 25,00   |
| Totaal: | Totaal:            | Totaal: | Totaal: | Totaal:    | 3323 | 524 | 6,34 | 25,00   |
|         |                    |         |         |            |      |     |      |         |

| Rang    | Speler          | GESP    | WP v:t  | SetPnt v:t | CAR | BRT  | MOY   | SET MOY |
| ------- | --------------- | ------- | ------- | ---------- | --- | ---- | ----- | ------- |
| 1       | Dieter Müller   | 5       | 8:2     | 8:2        | 145 | 135  | 1,074 | 1,500   |
| 2       | Paul Stroobants | 5       | 8:2     | 8:3        | 145 | 132  | 1,098 | 1,666   |
| 3       | Arie Weijenburg | 3       | 4:2     | 5:4        | 108 | 115  | 0,939 | 1,875   |
| 4       | José Carrillo   | 5       | 4:6     | 6:7        | 151 | 177  | 0,853 | 3,750   |
| 5       | Franz Stenzel   | 5       | 4:6     | 5:8        | 155 | 170  | 0,911 | 1,875   |
| 6       | Danny Korte     | 3       | 2:4     | 4:5        | 113 | 130  | 0,869 | 1,666   |
| 7       | Serge Vidal     | 3       | 2:4     | 3:5        | 91  | 105  | 0,866 | 1,500   |
| 8       | Lambrou         | 3       | 0:6     | 1:6        | 61  | 95   | 0,642 | 1,875   |
| Totaal: | Totaal:         | Totaal: | Totaal: | Totaal:    | 969 | 1059 | 0,915 | 3,750   |
|         |                 |         |         |            |     |      |       |         |

 Amersfoort 1966 ·  Amersfoort 1968 ·  Amersfoort 1970 ·  Amersfoort 1972 ·  Amersfoort 1974 ·  Amersfoort 1976 ·  Amersfoort 1978 ·  Amersfoort 1980 ·  Amersfoort 1982 ·  Amersfoort 1984 ·  Nykøbing Falster 1989 ·  Amersfoort 1991